# Dum Dum Girls
Dum Dum Girls — американская инди-поп-группа из Калифорнии, состоящая из четырёх девушек, играющих инди, приправленное лоу-фай звучанием. Название коллектива произошло от альбома The Vaselines Dum-Dum и песни Игги Попа Dum Dum Boys.

## История
Кристен Гундред (англ. Kristen Gundred), более известная как Ди-Ди (англ. Dee Dee), начала свою музыкальную карьеру в составе трио Grand Ole Party в качестве вокалистки и барабанщицы.
В 2008 году Ди-Ди решила организовать новый музыкальный проект, который, несмотря на то, что первоначально Гундред работала самостоятельно, получил название Dum Dum Girls. Дебютный одноимённый мини-альбом Dum Dum Girls был выпущен в 2008 году на персональном лейбле Ди-Ди Zoo Music.
Первые записи проекта привлекли к себе внимание и в июле 2009 года Ди-Ди подписала контракт с лейблом Sub Pop. В связи с заключением контракта состав Dum Dum Girls был расширен до 4 человек. Помимо Ди-Ди, в оригинальный концертный состав группы также вошли барабанщица Фрэнки Роуз (англ. Frankie Rose), ранее игравшая в Vivian Girls и Crystal Stilts, бас-гитаристка Бэмби (англ. Bambi, настоящее имя Кэти Сербиан Бруйетт, англ. Katie Serbian Brouillette), которая пришла в Dum Dum Girls благодаря объявлению, и гитаристка Джулз (англ. Jules, полное имя Джулз Медейруш (англ. Jules Medeiros), приехавшая из Сан-Диего.
16 февраля 2010 года была издана первая запись Dum Dum Girls на Sub Pop — сингл «Jail La La», а 30 марта был выпущен дебютный студийный альбом группы под названием I Will Be. Бо́льшая часть этого материала была создана самой Гундред в её собственном доме (лишь эпизодически Ди-Ди привлекала к студийной работе Ника Зиннера (англ. Nick Zinner) из Yeah Yeah Yeahs и Брэндона Уэлчеза (англ. Brandon Welchez) из Crocodiles).
I Will Be был спродюсирован Ди-Ди и Ричардом Готтерером (англ. Richard Gottehrer), ранее работавшим с Blondie, The Go-Go's и The Raveonettes. Альбом получил положительные отзывы от большинства музыкальных критиков и имеет рейтинг 79 баллов из 100 на сайте Metacritic. В качестве обложки I Will Be было использовано старое фото скончавшейся в 2010 году от рака матери Гундред.
В июне 2010 года Фрэнки Роуз оставила группу и была заменена на Сэнди (англ. Sandy, полное имя Сандра Ву, англ. Sandra Vu) из коллектива Sisu. Гундред ещё раньше было известно о Сэнди благодаря выступлениям последней в составе группы Midnight Movies, поэтому после ухода Фрэнки Роуз Ди-Ди связалась с Сандрой Ву посредством социальной сети Facebook и предложила присоединиться к Dum Dum Girls.
Сэнди вошла в состав группы как раз тогда, когда осенние гастроли Dum Dum Girls по США были отменёны из-за смерти матери Гундред. После вынужденной паузы группа ещё до конца года активизировала концертную деятельность. В августе и сентябре Dum Dum Girls провели серию выступлений на разогреве у Vampire Weekend, которые объявили о своём туре 2010 года по городам США и Канады ещё в мае. Кульминацией тура стали три выступления в нью-йоркском концертном зале Radio City Music Hall.
27 сентября 2011 года коллектив выпустил второй студийный альбом Only in Dreams, спродюсированный Готтерером и Сьюном Роузом Вагнером (дат. Sune Rose Wagner) из The Raveonettes. Альбом удостоился положительных откликов от большинства музыкальных критиков и имеет рейтинг 74 балла из 100 на сайте Metacritic. Only in Dreams также смог пробиться в хит-парад Billboard 200, заняв там 105-е место.
31 октября 2013 года Ди-Ди опубликовала послание на официальном сайте группы, в котором объявила о том, что третий студийный альбом Dum Dum Girls под названием Too True будет выпущен 27 января 2014 года в Европе и 28 января в Северной Америке. В том же послании Гундред сообщила, что при создании Too True она среди прочего вдохновлялась музыкой таких исполнителей, как Suede, Siouxsie and the Banshees, Патти Смит, Мадонна и The Cure, а также творчеством поэтов вроде Райнера Марии Рильке, Артюра Рембо и Шарля Бодлера.

## Состав группы

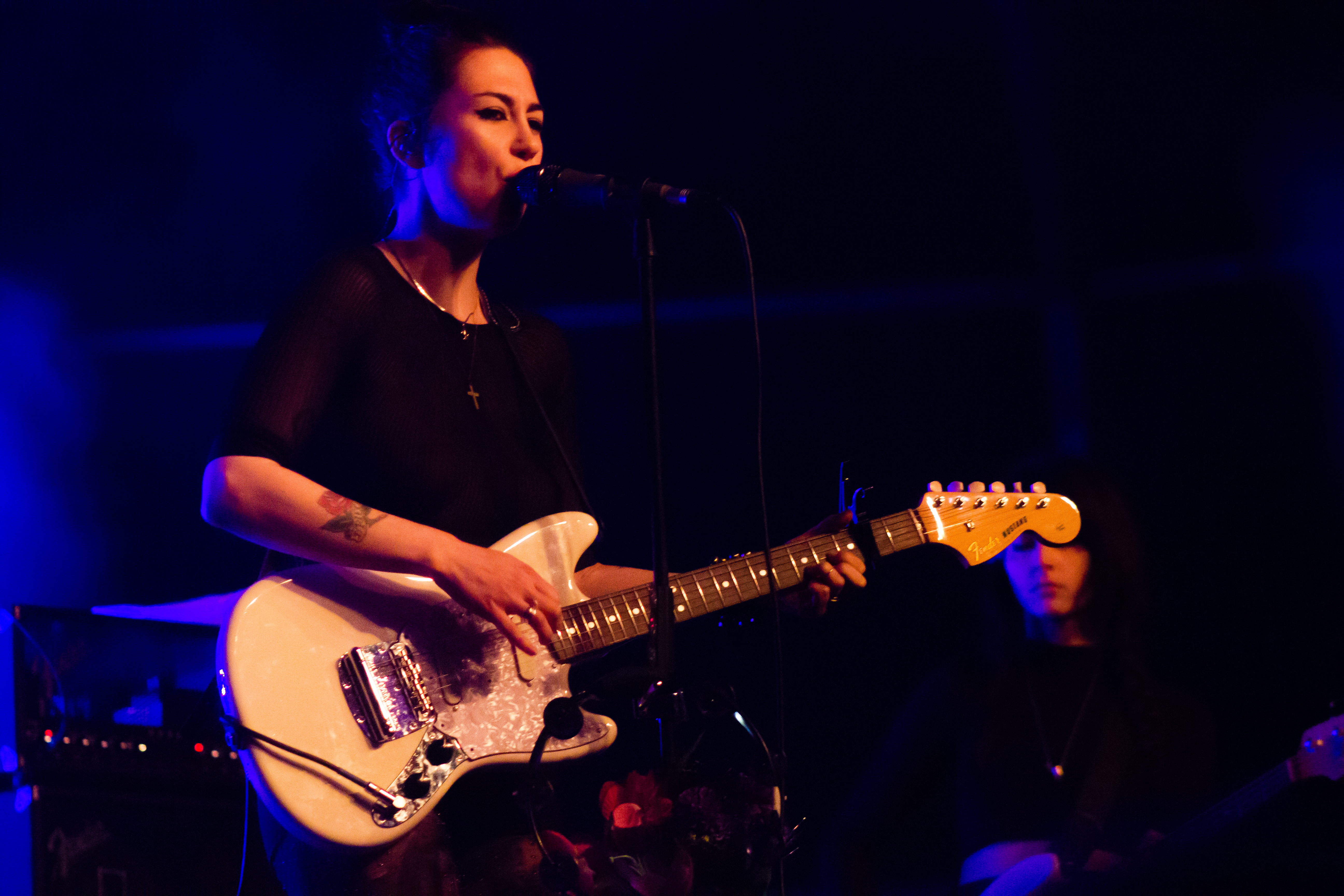
Ди-Ди (вокал, гитара)
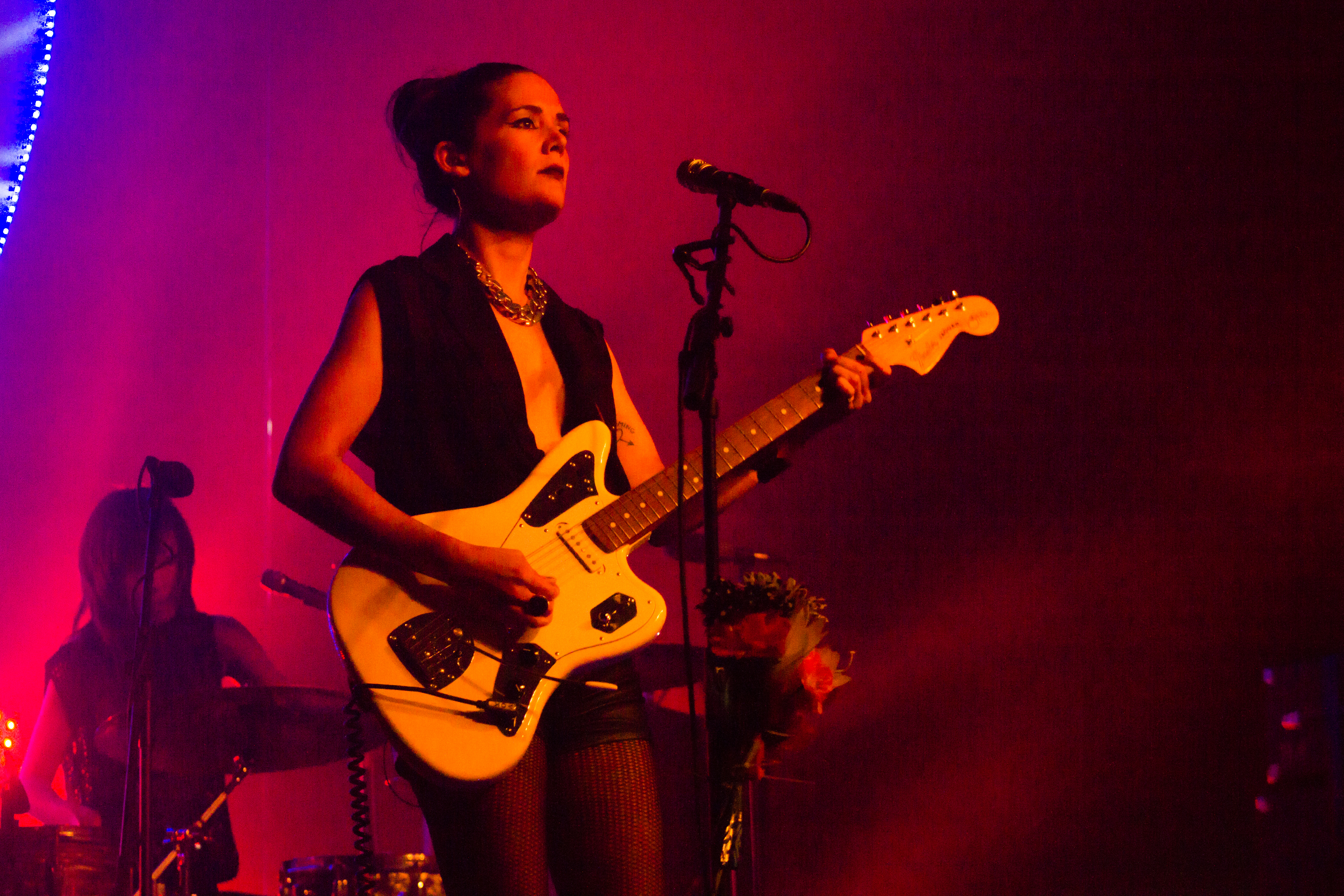
Джулз (вокал, гитара)
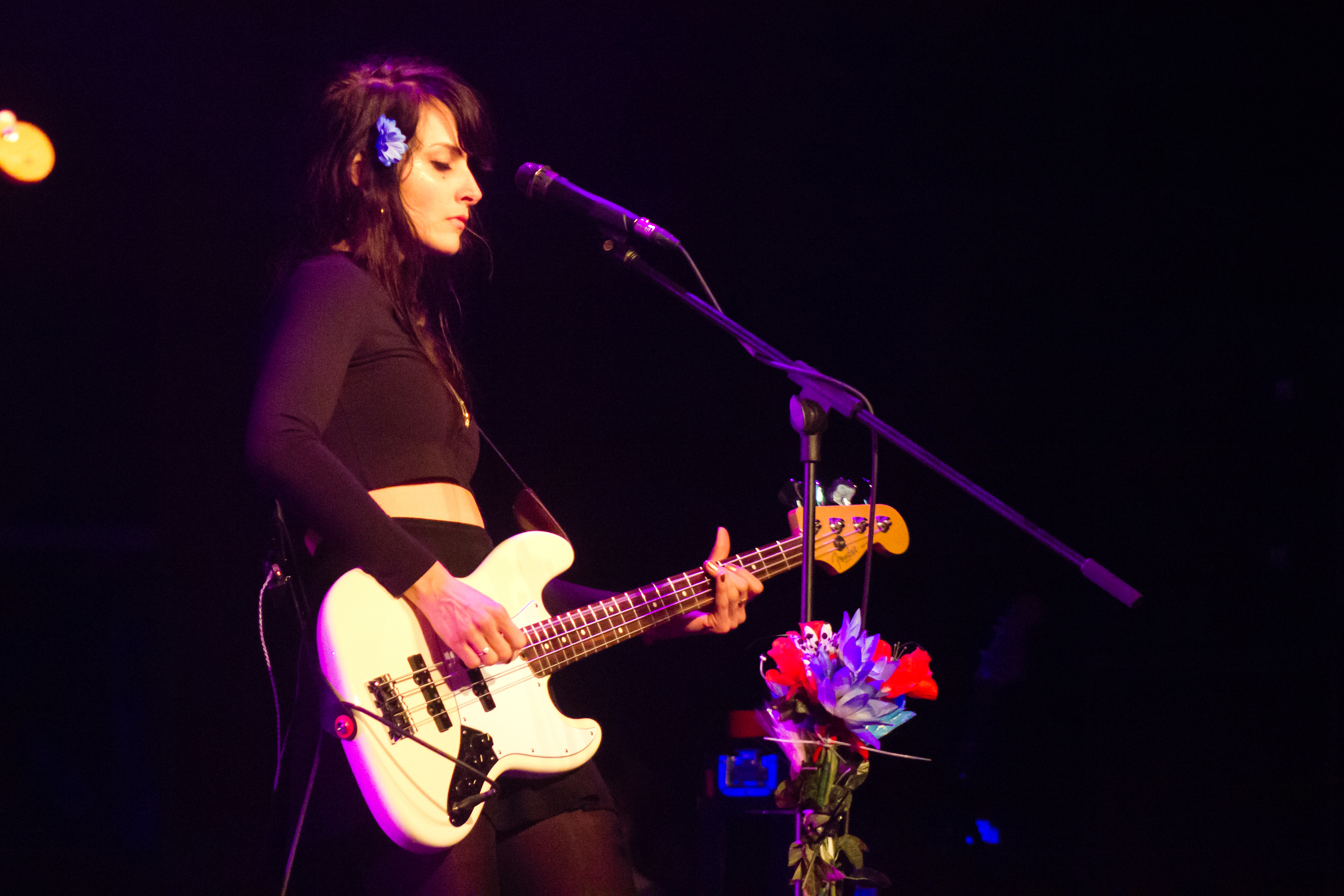
Малия (бас, вокал)
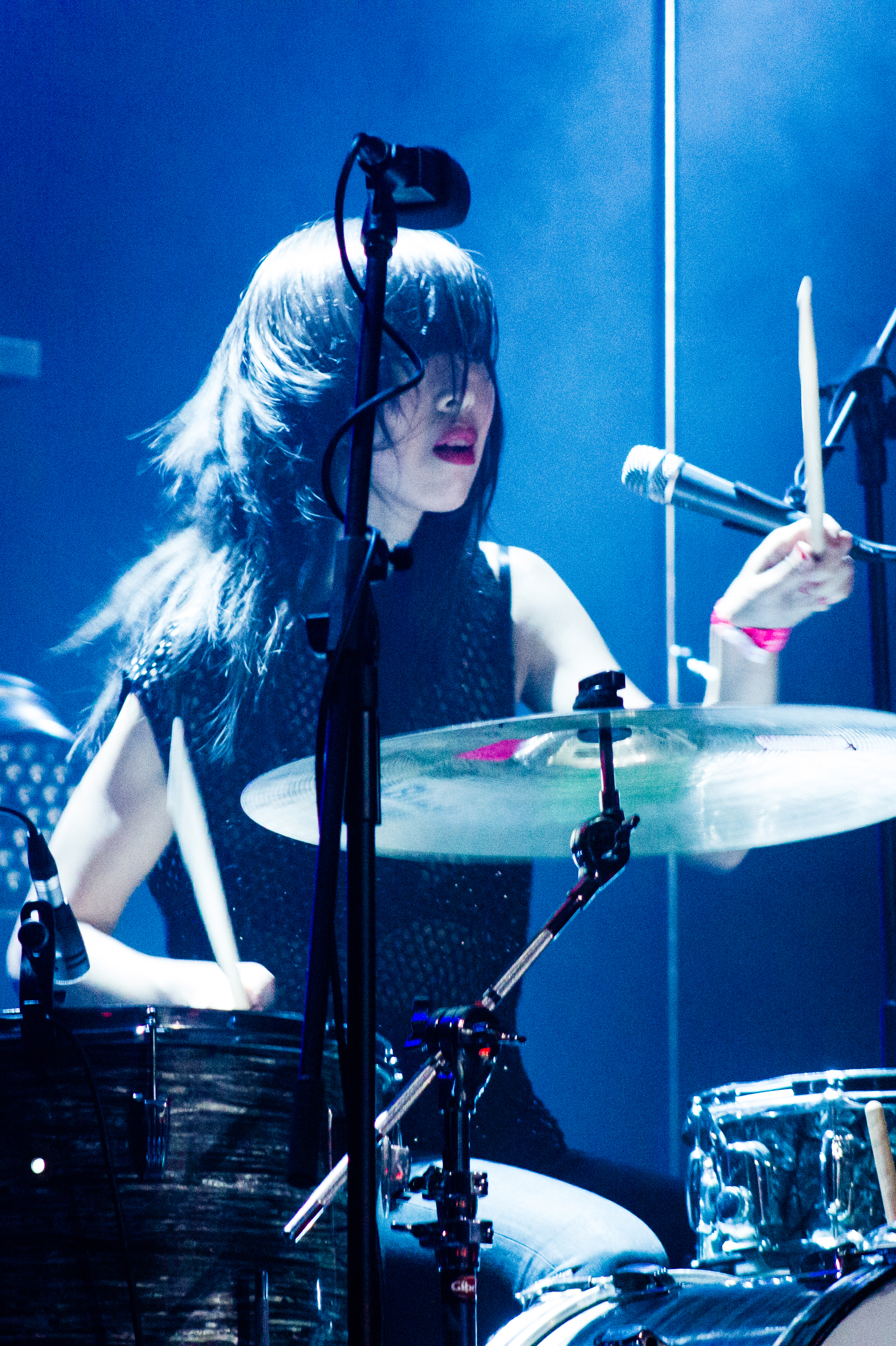
Сэнди (ударные, вокал)

## Дискография

### Альбомы
- I Will Be (HoZac (первый тираж), Sub Pop, 2010)
- Only in Dreams (Sub Pop, 2011)
- Too True (Sub Pop, 2014)

### Мини-альбомы
- Dum Dum Girls (Zoo Music, 2008)
- Yours Alone (Captured Tracks, 2009)
- He Gets Me High (Sub Pop, 2011)
- End of Daze (Sub Pop, 2012)

### Сборники
- Blissed Out (Art Fag, 2010)

## Видеография
- «Blank Girl» (2009)
- «Jail La La» (2010)
- «Bhang Bhang, I'm A Burnout» (2010)
- «He Gets Me High» (2011)
- «Bedroom Eyes» (2011)
- «Coming Down» (2012)
- «Lord Knows» (2012)
- «Lost Boys And Girls Club» (2013)